# A Second Chance at Eden
A Second Chance at Eden (1998) es una colección formada por la novela corta homónima y 6 relatos cortos del escritor británico de ciencia ficción Peter F. Hamilton. Está ambientado en su universo de La Confederación, formado principalmente por la trilogía The Night's Dawn.
Son siete historias, ambientadas desde el siglo XXI hasta el siglo XXVI. En varias de ellas, las tecnologías de afinidad neural ocupan un lugar destacado en el argumento. Son una forma futura de cuasi-telepatía que permite la transmisión de pensamientos, emociones y sensaciones entre los miembros de la pareja y entre aquellos que poseen una capacidad general, con las capacidades de reflexión sobre filosofías futuras que ello conlleva.
Los relatos de esta colección forman una serie de instantáneas de la Confederación que permiten al autor ambientar el contexto histórico, social, político y tecnológico que condujeron y explican la época de Joshua Calvert y Quinn Dexter, dos de los personajes principales de The Night's Dawn.
A principios de la década de 1990, Hamilton escribió varios relatos cortos centrados en la relación humana con la tecnología que se convirtieron en la inspiración para escribir Night's Dawn y los relatos incluidos en A Second Chance at Eden.

## Relatos

### "Sonnie's Edge"
Sonnie's Edge (traducido en su versión animada como La ventaja de Sonnie) fue publicado por primera vez en la revista New Moon en septiembre de 1991. Está ambientada en la Tierra en el año 2070 y es una historia sobre el entonces popular deporte de la lucha de monstruos, que consiste en concursos a muerte entre monstruos artificiales controlados por conexiones mentales con humanos.
Este relato fue convertido en animación por Netflix, como primer capítulo de su serie de ciencia ficción Love, Death & Robots.

### "A Second Chance at Eden"
"A Second Chance at Eden" es una novela corta de género negro, subtipo whodunit, ambientado en el año 2090. Se centra en describir y reflexionar sobre los acontecimientos que condujeron a la formación de la sociedad que se convertiría the Edenists. El Edén es un hábitat bitek dentro del universo de la Confederación, que orbita Júpiter para extraer combustible necesario en la Tierra. Uno de los creadores de este hábitat, Penny Maowkavitz, es asesinado por uno de los chimpancés sirvientes controlados por redes neuronales, pero nadie puede identificar al asesino ni el aparente móvil del crimen. El contexto de novela negra permite al autor llevar a cabo profundas reflexiones filosóficas sobre la tecnología y los cambios que esta produce en el Homo sapiens.

### "New Days Old Times"
"New Days Old Times" está ambientado en el año 2245. Los colonos llegaron al planeta Nyvan con la esperanza de un estilo de vida libre y de rechazo hacia la sociedad de la Tierra. El relato es una reflexión pesimista sobre los entornos ambientales y sus cambios contrapuesto con los aparentes mínimos cambios de la naturaleza humana.

### "Candy Buds"
"Candy Buds" fue publicado por primera vez en New Worlds #2 (1992). En el año 2393, el señor del crimen Laurus gobierna Kariwak, en el planeta Tropicana con puño de hierro, guardando celosamente el control del comercio de bitek. Cuando aparece una nueva y sorprendente sustancia en las calles, la realidad virtual adquiere una dimensión completamente nueva.

### "Deathday"
"Deathday" fue publicado por primera vez en la revista Fear en febrero de 1991. En el desolado planeta Jubarra, un hombre lleva a cabo una obsesiva campaña de represalia contra el último superviviente de una raza alienígena hostil. Relato centrado en la reflexión de un futuro con seres vivos inteligentes y hostiles de diferentes especies.

### "The Lives and Loves of Tiarella Rosa"
"The Lives and Loves of Tiarella Rosa" apareció por primera vez en una forma diferente como "Spare Capacity" en New Worlds #3 (1993). Ambientada en 2447 en una isla del planeta Tropicana, esta historia reflexiona sobre los posibles éxitos o imposibilidades futuras de las aplicaciones de la genética del comportamiento a los deseos pasionales humanos.

### "Escape Route"
"Escape Route" fue publicado por primera vez en la revista Interzone en julio de 1997. Es una historia sobre el padre de Joshua Calvert, Marcus Calvert, ambientada en el año 2586. En su nave estelar Lady Macbeth, se encuentra con una nave espacial extraterrestre abandonada desde hace mucho tiempo con su ruta de escape intacta.

## Adaptaciones cinematográficas
El primer relato del libro, "Sonnie's Edge" (traducido como La Ventaja de Sonnie) fue convertido en animación por Netflix, como primer capítulo de su serie de ciencia ficción Love, Death & Robots.